# Borčice
Borčice je naseljeno mjesto u okrugu Ilava u  Trenčínskom kraju u Slovačkoj.

## Stanovništvo
| Godina:     | 1993. | 2003.   | 2013.    | 2023.    |
| ----------- | ----- | ------- | -------- | -------- |
| Broj ljudi: | 397   | 382     | 514      | 746      |
| Razlika:    |       | -3,77 % | +34,55 % | +45,13 % |

| Godina:     | 2022. | 2023.   |
| ----------- | ----- | ------- |
| Broj ljudi: | 741   | 746     |
| Razlika:    |       | +0,67 % |

Prema podacima o broju stanovnika iz 2023. godine naselje je imalo 746 stanovnika.

## Vanjske poveznice
|  | Zajednički poslužitelj ima još gradiva o temi Borčice |

- Službena stranica naselja (sl.)